# Sibak András
Sibak András (Gödöllő, 1953. május 30. –) magyar katonatiszt, politikus, polgármester, országgyűlési képviselő.

## Életpályája

### Iskolái
Középiskolai tanulmányait Gödöllőn végezte el; a Török Ignác Gimnáziumban érettségizett 1971-ben. 1971–1975 között a szentendrei Kossuth Lajos Katonai Főiskola hallgatója volt, ahol tábori tüzér szakon szerzett diplomát és pedagógiai szakvégzettséget. 1985–1988 között Budapesten elvégezte a Politikai Főiskolát.

### Pályafutása
1975–1990 között honvédtiszt volt, majd őrnagy lett. 1975-ben a Magyar Néphadsereg honvédtisztjeként kezdte szolgálatát Kiskunhalason. Ezután Kaposvár, Budapest és Székesfehérvár következett; 1988-ban Tapolcára került dandárparancsnok-helyettesi beosztásba. 1990-ben – a honvédség átszervezésekor – őrnagyi rangban szerelt le. 1991–1992 között kereskedelmi vállalkozóként dolgozott. 1995–1999 között a Balaton Tourist Rt. elnök-vezérigazgatója volt. 1998–1999 között a Secur Intell Kft. budapesti területi képviselője volt. 1999-ben a SIBI-99 Kft. ügyvezetője volt.

### Politikai pályafutása
1974–1989 között az MSZMP tagja volt. 1989-től az MSZP tagja. 1989–1992 között, valamint 1998-tól az MSZP tapolcai elnöke. 1990–1992 között Tapolca alpolgármestere volt. 1992–1998 között Tapolca polgármestere volt. 1994–1996 között az MSZP Veszprém megyei alelnöke volt. 1994–1998 között a vagyonkezelő bizottság alelnöke volt. 1994–2006 között a Veszprém Megyei Közgyűlés tagja volt. 1998-ban polgármesterjelölt volt. 1998–2000 között a pénzügyi bizottság elnöke volt. 1998-ban és 2002-ben országgyűlési képviselőjelölt volt. 1998–2006 között önkormányzati képviselőként tevékenykedett. 2000–2002 között országgyűlési képviselő (Veszprém megye) volt. 2000–2002 között az Idegenforgalmi bizottság, valamint a Gyógy- és termálturizmus albizottság tagja volt. 2001–2002 között az Olimpiai albizottság tagja volt.

## Családja
Szülei Sibak András és Pintér Mária voltak. Felesége, Bajzáth Erzsébet. Két fia született: Kornél (1974–) és András (1977–).